# Championnat d'Autriche de hockey sur glace D2
La Nationalliga était la seconde ligue de hockey sur glace en Autriche après l'EBEL, l'élite autrichienne. Elle est remplacée en 2012 par l'Inter-National League regroupant les équipes autrichiennes de 2e division avec des équipes italiennes et slovènes.

## Format
Lors de la dernière saison (2011-2012), les douze équipes sont réparties en deux groupes de 6 (Est et Ouest). Chaque équipe rencontre quatre fois celles de son groupe et deux fois les autres. La saison régulière comprend donc 32 matchs. Puis les huit meilleurs au classement avancent en play-off où les quarts de finale, demi-finales et finale se jouent au meilleur des cinq matchs. Voici l'ordre des quarts de finale :
- Le 1er contre le 8e
- Le 2e contre le 7e
- Le 3e contre le 6e
- Le 4e contre le 5e

## Palmarès
| Season  | Champions                                             |
| ------- | ----------------------------------------------------- |
| 1959–60 | East Wiener EV WestEK Zell am See                     |
| 1960–61 | EK Zell am See                                        |
| 1961–62 | East ASKÖ Wien, WAT X West SV Ehrwald South ATSE Graz |
| 1962–63 | ATSE Graz                                             |
| 1963–64 | Salzburger EV                                         |
| 1964–65 | EC Innsbruck Pradl                                    |
| 1965–66 | A ATSE Graz B ASKÖ Wien                               |
| 1966–67 | A: VEU Feldkirch                                      |
| 1967–68 | EC Ehrwald                                            |
| 1968–69 | EC Innsbruck Pradl                                    |
| 1969–70 | Grazer AK                                             |
| 1970–71 | WAT Stadlau                                           |
| 1971–72 | HC Salzburg                                           |
| 1972–73 | Kapfenberger SV                                       |
| 1973–74 | EHC Lustenau                                          |
| 1974–75 | EK Zell am See                                        |
| 1975–76 | EC VSV                                                |
| 1976–77 | EC VSV                                                |
| 1977–78 | EHC Lustenau                                          |
| 1978–79 | EK Zell am See                                        |
| 1979–80 | WAT Stadlau                                           |
| 1980–81 | ATSE Graz                                             |
| 1981–82 | EHC Lustenau                                          |
| 1982–83 | Grazer SV                                             |
| 1983–84 | EHC Lustenau                                          |
| 1984–85 | Wiener EV                                             |
| 1985–86 | EK Zell am See                                        |
| 1986–87 | UEC Mödling                                           |
| 1987–88 | Kapfenberger SV                                       |
| 1988–89 | Kapfenberger SV                                       |
| 1989–90 | EK Zell am See                                        |
| 1990–91 | EK Zell am See                                        |
| 1991–92 | EHC Lustenau                                          |
| 1992–93 | EC Ehrwald                                            |
| 1993–94 | EV Innsbruck                                          |
| 1994–95 | SK DSG Rotschitzen                                    |
| 1995–96 | Kitzbühele EC                                         |
| 1996–97 | EHC Lustenau                                          |
| 1997–98 | DEK Klagenfurt                                        |
| 1998–99 | Kapfenberger SV                                       |
| 1999–00 | Graz 99ers                                            |
| 2001–02 | EC Supergau Feldkirch                                 |
| 2002–03 | EK Zell am See                                        |
| 2003–04 | Red Bull Salzbourg II                                 |
| 2004–05 | EK Zell am See                                        |
| 2005–06 | EHC Lustenau                                          |
| 2006–07 | VEU Feldkirch                                         |
| 2007–08 | EC Dornbirn                                           |
| 2008–09 | EHC Lustenau                                          |
| 2009–10 | EC Dornbirn                                           |
| 2010–11 | VEU Feldkirch                                         |
| 2011–12 | HC Innsbruck                                          |